# Luis Zambrini
Luis Zambrini (nacido como Luigi Zambrini, Italia, 1839 - Asunción, Paraguay, 23 de octubre de 1939) fue un político ítaloargentino que ocupó el cargo de intendente de la ciudad de Formosa desde el 26 de abril de 1888 al 31 de enero de 1890.

## Biografía
Luis Zambrini fue uno de los primeros pobladores de la villa de Formosa. En una carta, el Comandante Luis Fontana explicaba: “En uno de esos paquetes llegó el respetable señor don Luis Zambrini, con su joven esposa y sus hijitos”.
Ubicó su vivienda en las inmediaciones de la esquina de Avenida González Lelong y Belgrano. Muy cerca de allí, sobre Moreno casi González Lelong, hacia lo que hoy es el barrio San Miguel, su señora Francisca Zambonini de Zambrini enseñó las primeras letras a los niños de la pequeña villa.
Luis Zambrini había nacido en Italia en 1839 y era hijo de Francisco Zambrini y Aurelia Caligaris.
Se radicó en Asunción, Paraguay, y allí se casó, el 10 de enero de 1874, en la Iglesia de la Encarnación. Su esposa fue Francisca Zambonini, nacida en 1856, hija de Mariano Zambonini y Carmen Viale.
De este matrimonio nacieron los siguientes hijos:
Luis María, en Asunción, el 17 de noviembre de 1876.
Jorge Nicanor, nacido en Chaco el 23 de abril de 1877 (con esa fecha fue inscripto en el Registro Civil).
Carmen (Titi), nacida el 2 de febrero de 1878 en Asunción.
Américo Rafael, nacido el 22 de agosto de 1879 y confirmado en la Iglesia de Formosa en 1882. Su padrino fue Horacio Cavenago.
Amparo, confirmada en la Iglesia de Formosa en 1882. Su madrina fue Petrona Demarchi.
Antonio Robustiano, nacido en Formosa, el 13 de mayo de 1883.
El matrimonio Zambrini adoptó dos pequeños aborígenes. El 8 de mayo de 1890 el padre Gabriel Grotti bautizó a Formosa del Carmen, de unos cinco años, y a Jorge Guasinton (sic) de dos años, ambos aborígenes, quienes fueron adoptados por el matrimonio citado.
El 14 de junio de 1879, el presidente Avellaneda nombró “Administrador de Correos” de Formosa a Luís Zambrini.

### Ocupación
Zambrini, que fabricaba ladrillos, fue quien prácticamente abrió la avenida González Lelong. El 27 de julio de 1886 la Corporación Municipal resolvió otorgar a Luis Zambrini permiso para extraer madera de la “Avenida de Circunvalación Norte”. El producto del trabajo de Zambrini fue a los hornos que tenía en el mismo lote 8.
En 1888 adquirió del Estado Nacional el solar “C” (Pringles y Belgrano) de la manzana N.º 254.
Con el inicio del siglo pasado, la familia Zambrini se radicó en Asunción. En esa ciudad falleció, a las 11.45 horas del 10 de septiembre de 1902, doña Francisca Zambonini de Zambrini, cuando tenía cuarenta y seis años de edad.
Luis Zambrini integró el primer Concejo Comunal que fundó el Comandante Fontana, asumiendo el 3 de abril de 1880. Fue intendente entre 26 de abril de 1888 y el 31 de enero de 1890 y Concejal en varios periodos. Participó activamente en la vida pública de la ciudad. En su actividad privada, se dedicó a la ganadería y la explotación maderera.
Era dueño del medio lote rural N.º 8 (mil metros sobre actual avenida González Lelong y quinientos metros por avenida Presidente Perón e Hipólito Marcial Rojas), cuya documentación fue extendida a su favor por el Estado Nacional en 1902, según protocolo 311. Este predio fue vendido a Carlos Cleto Castañeda, cuando Zambrini decidió ausentarse de Formosa.
Luis Zambrini falleció en la ciudad de Asunción el 23 de octubre de 1939, a las 23.30 horas. Había cumplido cien años de edad.